# Wilkara
Wilkara là một chi bướm đêm thuộc họ Erebidae.